# Юркин, Вячеслав Александрович
Вячеслав Александрович Юркин (род. 1946) — советский и российский деятель культуры, актёр, педагог. Актёр Курского драматического театра. Директор Крымской филармонии (1980). Директор Московского театра-студии под руководством О. Табакова (1990). Заслуженный работник культуры РФ. Профессор.

## Биография
Родился в 1946 году. В школе посещал драматический кружок. В Дворце культуры был принят в самодеятельный Театр юного зрителя. Поступил в Саратовскую консерваторию имени Л. В. Собинова на специальность «Актер драматического театра и кино», закончил с отличием. Был распределен на работу в Курский драматический театр им. А. С. Пушкина. Сыграл роли Керубино в «Женитьбе Фигаро», Павку Корчагина в «Драматической песне», Якова Свердлова в «Большевиках», Александра Пушкина в спектакле «Пушкин в Одессе». Артист высшей категории. Одновременно закончил исторический факультет Курского государственного педагогического института, преподавал в нём ораторское искусство.
В 1977 году переехал в Крым и поступил директором-распорядителем в Крымский академический драматический театр им. М. Горького. В 1980 году был назначен директором Крымской государственной филармонии. За 10-летний период его работы в этой должности филармония превратилась в одну из крупных концертных организаций СССР, где ежедневно проводилось около 40 концертов по всем городам Крыма. В филармонии было более 360 штатных артистов. Она была организатором Международного фестиваля «Крымские зори». Проводились международные конкурсы на лучшее исполнение песен стран социалистического содружества, а также ряд фестивалей различных жанров. По инициативе В. А. Юркина была возрождена традиция проведения Чеховского фестиваля и приезда МХАТа в Ялту к А. П. Чехову. Был проведен I Всесоюзный конкурс балета, Фестиваль камерной музыки на базе Ливадийского и Воронцовского дворцов, Фестиваль симфонической музыки на набережной Ялты. Филармония обеспечивала проведение ряда мероприятий в Керчи и Севастополе, Дней города Симферополя, Керчи, Феодосии, Севастополя, Евпатории, детского Международного фестиваля в Евпатории, Фестиваля камерной музыки в Никитском ботаническом саду и других культурно-массовых мероприятий.
Вячеслав Александрович Юркин как директор много времени уделял работе с артистами. В это период были присвоены почетные звания «Народный артист СССР» Юрию Богатикову и Софии Ротару. Звание «Народный артист УССР» получил художественный руководитель Симфонического оркестра Алексей Гуляницкий, звания заслуженных артистов УССР были присвоены другим ведущим артистам. Симфонический оркестр Крымской филармонии достиг численности 100 артистов. Была проведена реконструкция ялтинского концертного зала «Юбилейный». Юркин приглашал на гастроли в Крым и взаимодействовал с народными артистами СССР Иосифом Кобзоном, Людмилой Зыкиной, Махмудом Эсамбаевым, Владимиром Спиваковым, Юрием Гуляевым, Дмитрием Гнатюком, Евгенией Мирошниченко, Анатолием Соловьяненко, Марисом Лиепа, Аллой Пугачевой, с народными артистами РСФСР Львом Лещенко, Валентиной Толкуновой, Валерием Леонтьевым, Геннадием Хазановым и другими артистами.
В 1981 году принимал участие в съемках художественного фильма «Душа» с Софией Ротару в главной роли, режиссёром которого был Александр Стефанович. В период съемок состоялась встреча с народным артистом СССР Леонидом Утесовым.
В 1985 году Юркин окончил продюсерский факультет ГИТИС по специальности «Театровед-менеджер». После перевода в Москву в 1987 году был назначен административным руководителем Московского академического театра им. Вл. Маяковского, творческим руководителем которого был народный артист СССР А. А. Гончаров.
В 1990 году В. А. Юркин стал директором Московского театра-студии под руководством О. Табакова. Были проведены гастроли театра в США, Японии, Канаде, Израиле, Италии, Австрии и других странах мира. В период работы в «Табакерке» получил звание «Заслуженный работник культуры РФ». В 1991 году В. А. Юркин преподавал в нескольких университетах США орфоэпию для студентов, изучающих русский язык. В 2007 организовал Школу ораторского искусства Вячеслава Юркина.
Был сопредседателем Крымского землячества Москвы. По его инициативе были проведены в выставочных залах «Выхино» и «Бибирево» выставки «Коктебель-Карадаг». В 2014 году была организована выставка художницы Валентины Щербаковой-Ионовой в помещении Госсовета Республики Крым. За вклад в культурно-образовательное развитие Республики Крым был отмечен Благодарностью Главы Республики Крым С. В. Аксенова.
С 2015 года В. А. Юркин - профессор Московского гуманитарного университета, где преподает на факультете культуры и искусства курсы риторики и ораторского мастерства.
Был ведущим концерта посвященного 90-летию народной артистки РСФСР Людмилы Лядовой в  зале «Крокус Сити Холл». С 2016 по 2018 годы был председателем жюри Всероссийского конкурса чтецов «О Родине большой и малой» в культурном центре «Рублево». С чтением стихов выступал на фестивале «Это было недавно, это было давно…» в концертном зале им. П. И. Чайковского.